# Blackout (альбом Scorpions)
Blackout (укр. Кайф) — восьмий студійний альбом німецького рок-гурту Scorpions, представлений 29 березня 1982 року у Європі та США на лейблах Harvest/EMI та Mercury Records відповідно.
Журнал Rolling Stone поставив цей лонгплей на 73 місце в списку «100 найкращих метал-альбомів усіх часів» 2017 року.

## Про альбом
На момент виходу він став його найуспішнішим альбомом групи, перевершивши попередній альбом — Lovedrive, оскільки потрапив до п'ятнадцятки альбомів у хіт-парадах кількох країнах і навіть досяг першого місця у Франції. Комерційний успіх також відобразився на рекламному турі, він став наймасштабнішим для гурту на момент виходу релізу, з більш ніж сотнею презентацій у більш ніж десяти країнах.
Під час запису у вокаліста Клауса Майне виникли серйозні проблеми з голосом, що змусило гурт записувати перші демо з Доном Доккеном. Після двох операцій і наполегливих тренувань Майне зміг повернутися до з більш чистим голосом і дещо ширшим вокальним діапазоном.
У інтерв'ю журналу Kerrang! Рудольф Шенкер сказав, що він не міг вибрати між своїми гітарними соло на «China White», тому американські та європейські релізи відрізнялися цією деталлю.
На обкладинці альбому розміщено автопортрет художника Готфріда Хельнвайна. Рудольф Шенкер зображує цього персонажа в кліпі на пісню «No One Like You».
24 червня 1982 року RIAA сертифікували реліз, як золотий (500 000 проданих копій), а 8 березня 1984 року вже, як платиновий (1 000 000 проданих копій).
Пісня «China White» використовувалася як вступна музика для професійної команди з реслінгу The Skyscrapers на World Championship Wrestling.

## Список композицій
Автор музики Рудольф Шенкер. 
| Сторона 1 | Сторона 1                | Сторона 1                                     | Сторона 1  |
| #         | Назва                    | Автор слів                                    | Тривалість |
| --------- | ------------------------ | --------------------------------------------- | ---------- |
| 1.        | «Blackout»               | Клаус Майне, Герман Раребелл, Соня Кіттельсен | 3:49       |
| 2.        | «Can't Live Without You» | Майне                                         | 3:47       |
| 3.        | «No One Like You»        | Майне                                         | 3:57       |
| 4.        | «You Give Me All I Need» | Раребелл                                      | 3:39       |
| 5.        | «Now!»                   | Майне, Раребелл                               | 2:35       |

| Сторона 2 | Сторона 2                      | Сторона 2       | Сторона 2  |
| #         | Назва                          | Автор слів      | Тривалість |
| --------- | ------------------------------ | --------------- | ---------- |
| 6.        | «Dynamite»                     | Майне, Раребелл | 4:12       |
| 7.        | «Arizona»                      | Раребелл        | 3:56       |
| 8.        | «China White»                  | Майне           | 6:59       |
| 9.        | «When the Smoke Is Going Down» | Майне           | 3:50       |

## Учасники запису
- Клаус Майне — вокал
- Рудольф Шенкер — гітара
- Маттіас Ябс — гітара
- Френсіс Бухольц — бас
- Герман Ребелл — ударні

## Чарти
| Чарт (1982)                                  | Найвища позиція |
| -------------------------------------------- | --------------- |
| Нідерланди Dutch Albums (MegaCharts)         | 45              |
| Німеччина German Albums (Offizielle Top 100) | 10              |
| Japanese Albums (Oricon)                     | 47              |
| Швеція Swedish Albums (Sverigetopplistan)    | 12              |
| Велика Британія UK Albums (OCC)              | 11              |
| США Billboard 200                            | 10              |

| Рік  | Назва                    | Чарт                            | Позиція |
| ---- | ------------------------ | ------------------------------- | ------- |
| 1982 | «No One Like You»        | Hot Mainstream Rock Tracks (US) | 1       |
| 1982 | «No One Like You»        | RPM50 Singles (Canada)          | 49      |
| 1982 | «No One Like You»        | UK Singles Chart                | 64      |
| 1982 | «No One Like You»        | Billboard Hot 100 (US)          | 65      |
| 1982 | «Can't Live Without You» | Hot Mainstream Rock Tracks (US) | 47      |
| 1982 | «Can't Live Without You» | UK Singles Chart                | 63      |

## Сертифікації
| Регіон                                             | Сертифікація | Продажі    |
| -------------------------------------------------- | ------------ | ---------- |
| Канада (Music Canada)                              | Платиновий   | 100 000^   |
| Мексика (AMPROFON)                                 | Золотий      | 100,000    |
| США (RIAA)                                         | Платиновий   | 1 000 000^ |
| ^відвантаження, що базуються лише на сертифікаціях |              |            |